# Larry James
George Lawrence „Larry“ James (* 6. November 1947 in Mount Pleasant, New York; † 6. November 2008 in Galloway Township, New Jersey) war ein US-amerikanischer Sprinter und Olympiasieger in der 4-mal-400-Meter-Staffel. Er stellte zwei Weltrekorde auf, wovon der mit der US-Stafette fast 24 Jahre hielt.

## Leben
Der 1,81 m große Larry James hatte sich in der Highschool als Hürdenläufer und Dreispringer einen Namen gemacht. Er nahm ein Leistungssportstipendium der Villanova University bei Jumbo Elliott an. Dieser legte großen Wert auf Staffeln und Hallenrennen. So wechselte James 1968 zum 400-Meter-Lauf. Er gewann 1968, 1969 und 1970 die Hallenmeisterschaft des College-Sportverbandes NCAA und die IC4A-Meisterschaft über 440 Yards in den Jahren 1968 bis 1970. Bei Elliott wurde im Winter auf einer Hallenholzbahn im Freien trainiert, sodass seine Athleten sich auch an die körperlichen Auseinandersetzungen mit dem Gegner gewöhnen sollten.
Die Olympiaqualifikation der US-Amerikaner wurde in Echo Summit beim Lake Tahoe in 2250 Meter Höhe über dem Meeresspiegel ausgetragen, um die Bedingungen von Mexiko-Stadt zu simulieren. Im Endlauf über 400 m siegte Lee Evans in 44,0 s vor Larry James in 44,1 s. Beide blieben damit deutlich unter dem Weltrekord, den Tommie Smith mit 44,5 Sekunden hielt. Evans war mit dem sogenannten Bürstenschuh gelaufen, einem Schuh mit 68 Spikes, der offiziell erlaubt war, aber vom Weltverband IAAF abgelehnt wurde. Deshalb wurde die Zeit von Larry James offiziell als Weltrekord anerkannt.
Bei den Olympischen Spielen war der Bürstenschuh bereits offiziell verboten. In Vor- und Zwischenlauf hielten sich sowohl Evans als auch James deutlich zurück. Im Halbfinale gewann Evans vor James. Das Finale am 18. Oktober 1968 war dann das schnellste 400-Meter-Rennen bis dahin. Evans gewann in 43,86 s vor James in 43,97 s und dem dritten US-Amerikaner Ron Freeman in 44,41 s, während die anderen Finalteilnehmer jenseits der 45-Sekunden-Grenze ins Ziel kamen. Der Weltrekord von Lee Evans wurde erst 1988 von Harry Reynolds unterboten.
Noch länger hielt sich der Weltrekord, den die US-amerikanische Mannschaft am 20. Oktober im Finale der 4-mal-400-Meter-Staffel aufstellte. Vince Matthews, Ron Freeman, Larry James und Lee Evans blieben in 2:56,16 Minuten um 3,8 Sekunden unter der alten Rekordmarke, die auch von der zweitplatzierten Stafette aus Kenia unterboten wurde. Bei der Siegerehrung präsentierten sich die vier farbigen Amerikaner mit Baretten und erhobenen Fäusten als Anhänger der Black-Power-Bewegung. Erst die US-Staffel bei den Olympischen Spielen 1988 in Seoul stellte den Weltrekord ein, wobei Seoul nahezu auf Meereshöhe liegt. Bei den Olympischen Spielen 1992 in Barcelona wurde der langlebigste Weltrekord von 1968 dann gebrochen.
Nach dem Abschluss seines Studiums der Betriebswirtschaft arbeitete er als Leichtathletiktrainer des neu eröffneten Richard Stockton College of New Jersey. Da er entsprechend den damaligen amerikanischen Amateurbestimmungen damit nicht mehr Amateur sein konnte, schloss er sich der International Track Association an, um als Profi weiter laufen zu können. Er wurde der Sportdirektor der Hochschule und schloss parallel dazu sein Masterstudium an der Rutgers University in Public Policy ab.
Larry James erlag an seinem 61. Geburtstag einem Darmkrebsleiden.

## Bestzeiten
- 400 m: 43,97 s, 1968
- 400 m Hürden: 50,2 s